# Huasicancha
Huasicancha es una localidad situada a 69 km al sur este de la Provincia de Huancayo, en el Departamento de Junín, (Perú). 

## Etimología
Derivación etimológica del casa, Cancha = corral de burros, asnos, caballos y otro; Hyasay = Atrás; Canchada = cerco o corral de animales, o consiguiente provienen de 2 términos Huasicancha.

## Historia
Es uno de los pueblos con más Historia de la Zona Altina de Huancayo, el año 1607 se le otorga por la Real Cédula Virreinal, su título colonial de tierras, ante el representante don Juan Cochachi alcalde ordinario de Huasicancha.
En 1713 el Virrey ordena el remate público de sus tierras pastizales, y así empieza una larga jornada de lucha en defensa de su propiedad comunal, como los hechos de reivindicación en los años de 1946, 1964.
Creado como Distrito por Decreto Ley N° 68749 el 7 de abril de 1930 siendo su Primer Alcalde Ambrosio Balbín Hinojosa.

### Datos cronológicos
- 1607. Se le otorga por la Real Cédula Virreinal su título colonial de sus tierras, y límites de lindero a Juan Cochachi, personaje que era la autoridad en Huasicancha por esos tiempos. Es uno de los pueblos más antiguos de la región.
- 1714. Don Lorenzo Astucuri y Petronila Apolaya pretenden usurpar las propiedades pastizales de la comunidad, mediante una demanda seguida en Jauja.
- 1804. Don Francisco Lira y José Maldonado de nuevamente pretende posesionarse, aprovechando su calidad de empleado de la Hacienda, después de varios años, se realiza la revisión de los documentos, en el fuero privativo a cargo del .
- 1900. Fernando Fano esporádicamente que frecuentaba por la hacienda, pretende ocupar la zona de Picpish Pampa la cual fue desalojado inmediatamente por los pobladores en acción comunal.
- 1909. Por espacio de 3 años, se libra la demanda con la hacendada María Luisa y Atarcyancha Chávez García con arreglo mediante transacción notarial, recuperando los sectores Huayhapuquio, Chacacuna.
- 1923. En esta fecha se libró juicio de usurpación contra Chacapampa, Distrito colindante por el lado Este, con acciones de violencias pretendió posesionarse de la zona Este de Huasicancha, en la cual se recuperaron unas diez hectáreas los sectores Mucchayuc, Yurajpuquio y Pérez Pampa, gracias a las intervenciones de los Dirigentes y autoridades de la comunidad.
- 1930. En aquel año fue la creación política de la comunidad como Distrito mediante Decreto Ley número 68749 de fecha 7 de abril.
- 1936. Es reconocido Jurídicamente la comunidad, mediante Resolución Minist. No. 486 de fecha 27 de Octubre, siendo el Primer Personero Jurídico.
- 1938. El año en la cual es recuperada Andabamba frente a Yanama mediante una demanda, a la familia Ayllón de Chongos Alto, gracias a la gestión del Delegado huasicanchino Martín Ramos Taype se le regalaron todas las tierras.
- 1946. La comunidad en acción de reivindicación entra a tomar posición en la zona de Alanla y Quesillohuasi, el 24 de diciembre en la noche, el 25 los comuneros pasaron la Navidad en su propiedad, Campo Alsay. Por parte de los hacendados quedaron atónitos y sorprendidos los cuales tomaron este acto como una invasión, en la lógica los hacendados eran los invasores. Como gestor y organizador de este hecho histórico de reivindicación de tierra fue el centro social huasicancha  encabezado por su Presidente. En coordinación con las autoridades del pueblo, Alcalde Municipal Alejandro Ignacio, Gobernador Víctoria, Personero Saturnino Suasnabar. Fue una etapa de admiración para la generación.
- 1964. Nuevamente la comunidad toma posición la zona de Picpishpampa hasta Chuncacancha en mención a la Ley de Reforma Agraria 14700. Y es reivindicado en su totalidad la zona del margen derecho del río Virgen.
- 1986. La comunidad apertura un proceso de demanda a la Sociedad Agrícola de Interés Social SAIS Cahuide de Mejor Derecho a la Propiedad por la zona de Antapongo y Rio de la Virgen, margen izquierda del mismo río. El fallo fue fundado en razón y verdad del testimonio que nos asista como derecho a la propiedad de Huasicancha en la fecha 12 de octubre de 1987. Los datos y hechos históricos del pueblo, extendemos a los huasicanchinos en síntesis para su información y toma de consciencia.
- 2001. En la fecha 4 de diciembre creación de sus símbolos de identidad de Huasicancha. El himno, escudo y bandera.
- 2009. Creación de la página Web del distrito de Huasicancha. www.huasicancha.com página oficial.

### Hechos históricos del pueblo de Huasicancha
La Comunidad Campesina Huasicancha es una organización de familias unidas por vínculos sociales, idiomas, costumbres, tradicionales, que practican el trabajo, comunitario y ayuda recíproca, dentro de una demarcación territorial: como pueblo su formación o existencia se remonta a años inmemoriales antes de la época preincaica. A mediados del siglo XVI, en la época del Virreinato fue otorgado el testimonio de título de propiedad comunal, es decir el año 1607.
Los primeros pobladores, posiblemente son inmigrantes de pueblos aledaños, como San Juan de Cucho, primera población de la zona, cuya ubicación en un lugar estratégico al frente alta del Distrito de Chacapampa, para no ser atacados por grupos o tribus étnicos.
La transmisión oral de los ancestros generación en generación, cuentan que los primeros huasicanchinos se ubicaron en el paraje denominado Llama Corral, así lo llamaban porque eran corrales de ganados especialmente de llamas, los corrales con pircas de grandes moles de piedras. En el testimonio del pueblo se considera como los primeros huasicanchinos a Juan Cochachi, siendo primer Alcalde Ordinario, Pedro Gabriel Ingatito Cacique cobrador de los tributos para su majestad, ellos fueron encargados de la administración de los pueblos indígenas, que fueron nombrado por los virreyes, sin embargo a los personajes mencionados no se puede considerar con exactitud como huasicanchinos; según estudios sociológicos antropológicos, los pueblos en la zona como grupos étnicos o tribus habitaron por estos lares. Los mitmas michis gentiles. Los ccollges, los karhuacallas, antes o durante los tiempos del Rey Inca.
La razón social del pueblo fue dada Santa Barbará de Huasicancha por repartimiento de Yanahuanca, con sus tierras pastizales, con sus hitos linderos, dentro de la demarcación iban asentándose, sus linderos comienza en Uncuchi punto de denominación de los hitos, en algunos de ellos vivían los huasicanchinos indígenas, en Anta Machay Juan Gutiérrez, en Cancauso corral vivía JacintoYaranga, en Huaculpuquio Nolberto Cajahuaringa, Quishuarniyo Pablo Gomes, en Acocancha, Pedro Macho, Huashuamanchay Antonio Parco, así sucesivamente.-
```
.
```

## Geografía
- Población: Población actual, comuneros activos 300, residentes huasicanchinos 800, entre sus hijos descendientes 1500, total aproximadamente 2,600 huasicanchinos.
- Anexos: Cuenta con dos anexos, San Miguel y Santa Rosa de Pachacayo, cada uno con sus propias autoridades, siendo: agente municipal, tenientes y subalternos. Los anexos realizan gestiones para su desarrollo, internamente ante su distrito. Tradiciones que los caracterizan son las faenas comunales o el combido faena.
- Límites: Norte con distrito Chongos Alto, Sur con huancavelica Provincia Yauyos Lima, Este Chacapampa, Los Angeles, Vilca Huancavelica, Oeste Anexo Palaco, ex-hacienda Antapongo Laive.
- Superficie: La comunidad de Huasicancha posee una extensión superficial, aproximadamente 45 mil hectáreas, de acuerdo al título que posee.
- Clima: Es variada, según las estaciones, invierno lluvioso, verano frígido, caluroso, otoño seco y primavera templado, en general frígido seco.
- Producciones: Agricultura: cereales como cebada, trigo, avena, legumbres, habas, alverjas, maíz, tubérculos, papas, mashua, ocas, ollucos, granulas, quinua, quihuicha.
- Ganadería: La Comunidad es ganadera por excelencia de vacunos, ovinos, auquénidos, equinos, asnos, porcinos.
  - Fauna. Animales silvestres, las vicuñas, venados, pumas, viscachas, zorros, zorrillos, el cóndor, aves variadas.
  - Flora. Pastos naturales, árboles, arbustos, hierbas de diversas especies.
- Geografía o Topografía: Geográficamente está dominada por el relieve andino, que conlleva a una topografía accidentada, por lo cual presentan valles, mesetas, pampas, quebradas, onduladas, cordilleras, etc.
- Hidrología: Lagunas, ríos que bañan la comunidad, es el caso del Río de la Virgen, que genera la Central hidroeléctrica, en la zona de Machu, iluminando a los pueblos de la zona y parte de Huancavelica.
- Minerales: Recursos minerales, plomo, zinc, cobre, marmolera, greda, arcillas, calizas y otros.